# Christian Filip Hindrichson
Christian Filip Hindrichson, även Henricson, född 1747, död 10 juli 1789, var en svensk trumpetare vid Kungliga hovkapellet.

## Biografi
Christian Filip Hindrichson föddes 1747. Han var från 1785 till 1789 trumpetare vid Kungliga hovkapellet i Stockholm. Hindrichson avled 1789.